# Barão de Valença

Armas do marquês de Valença, com as armas da família Resende na segunda metade.

Armas do segundo barão de Valença.

Barão de Valença é um título criado por D. Pedro I do Brasil, por decreto de 12 de outubro de 1825, a favor de Estêvão Ribeiro de Resende.
Titulares
1. Estêvão Ribeiro de Resende (1777—1856) – senador, primeiro conde e marquês de Valença;[1]
2. Pedro Ribeiro de Sousa Resende (1839—1894) – filho do anterior.[2]